# Arcozelos
Arcozelos ist eine Gemeinde (Freguesia) im portugiesischen Kreis Moimenta da Beira. In ihr leben 608 Einwohner (Stand 19. April 2021).